# Ingalls Shipbuilding

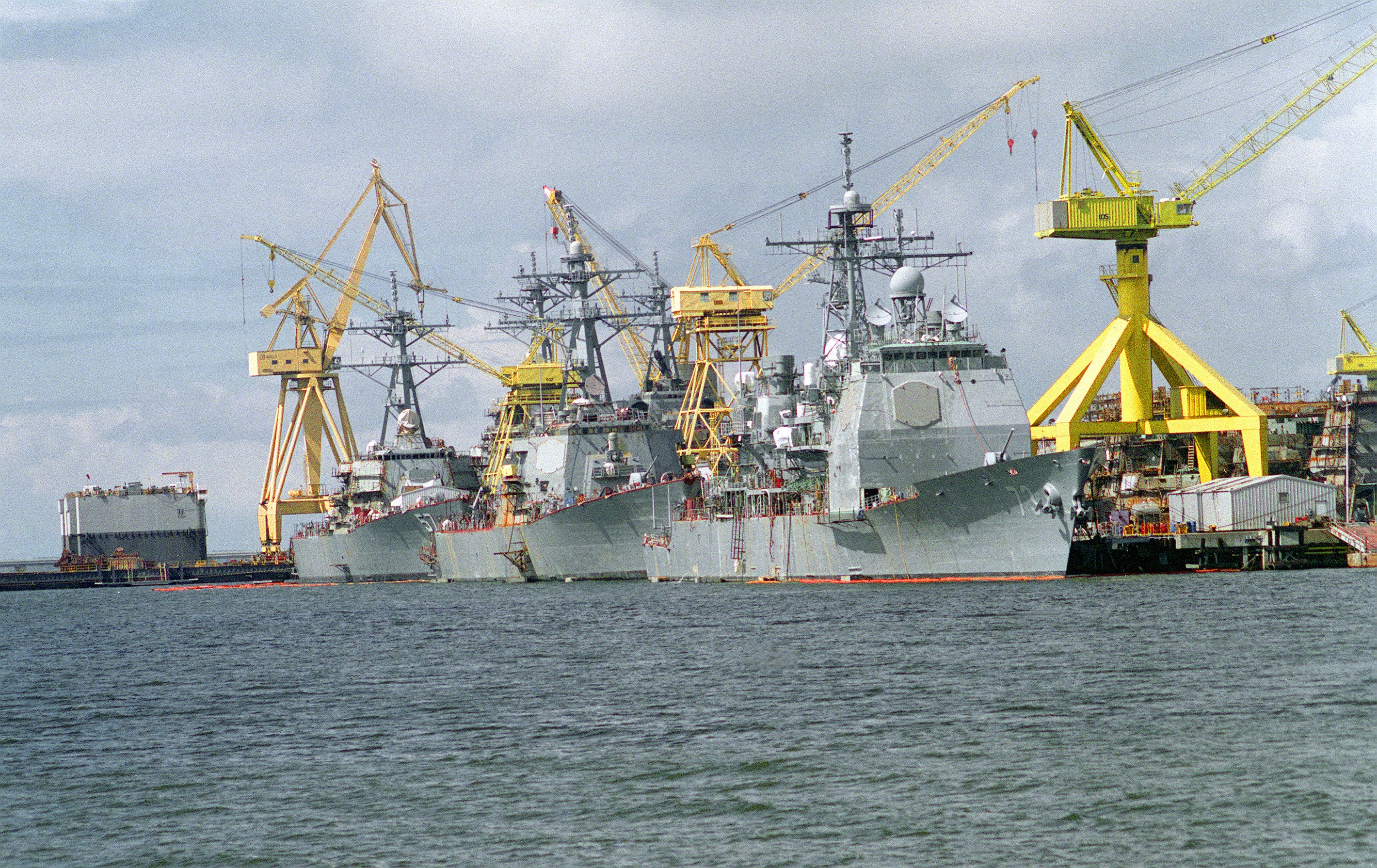
Niszczyciele typu Arleigh Burke i krążownik typu Ticonderoga budowane w stoczni Ingalls

Ingalls Shipbuilding – amerykańska stocznia położona w mieście Pascagoula, stan Missisipi. Stocznia, obecnie część Huntington Ingalls Industries należącego do koncernu Northrop Grumman, należy do czołowych producentów okrętów dla US Navy.

## Historia
Stocznia została założona w 1938. Jest położona nad rzeką Pascagoula w miejscu gdzie ta wpływa do Zatoki Meksykańskiej. Początkowo stocznia produkowała jednostki dla odbiorców cywilnych, jednak w latach 50 przestawiła się na produkcję dla wojska, kiedy w 1957 otrzymała zamówienie od marynarki wojennej na serię okrętów podwodnych z napędem atomowym.
W 1961 koncern Litton kupił stocznię „Ingalls” i przyczynił się do jej rozbudowy i modernizacji. W 1977 pracowało w niej 25 000 osób. Obecnie stocznia zatrudnia 10 900 pracowników i jest największym prywatnym pracodawcą w stanie Missisipi.
29 sierpnia 2005 stocznia znalazła się na obszarze przez który przechodził huragan Katrina. Główne urządzenia stoczni nie uległy zniszczeniu, jednak musiano ograniczyć produkcję z powodu zniszczeń jakim uległa sąsiadująca z zakładem infrastruktura.

## Zbudowane okręty

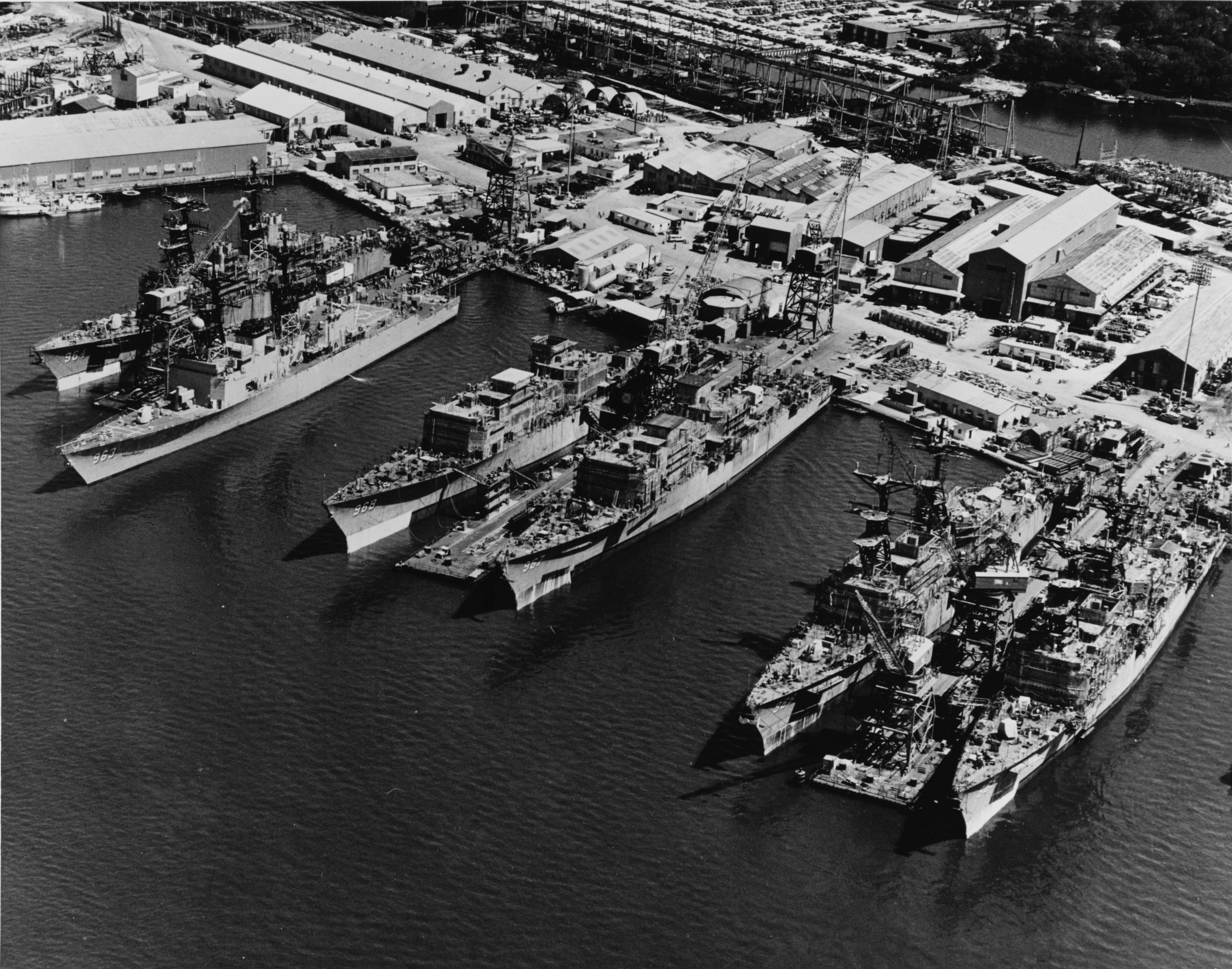
Maj 1975 – budowane niszczyciele typu Spruance

Od lat 70. XX wieku stocznia dla US Navy produkowała: niszczyciele typu Spruance, okręty desantowe typu Tarawa, niszczyciele typu Kidd, krążowniki rakietowe typu Ticonderoga.
W efekcie liczba pracowników stoczni w 1977 osiągnęła 25 000 ludzi. W 1992 liczba ta spadła do 16 000, w 1994 do 14 000, w 1997 do 9 500.
Obecnie stocznia buduje m.in. niszczyciele rakietowe typu Arleigh Burke, okręty desantowe typu San Antonio, okręty desantowe typu Wasp. Będzie budowała niszczyciele typu Zumwalt.
Od 1975 stocznia dostarczyła US Navy ponad 82 okręty. W tym czasie budowała także jednostki dla innych krajów np. korwety rakietowe typu Saar 5.